# 土富山
土富山是清朝時使用過的一個山名，位於現在湖南省郴州市永興縣西南二十裏處。土富山得名自山中有一銀井，因一口開鑿很深的銀井而得名。另有《清一統志》所載，土富山在縣城東南三十里處。